# المرجان المروحي

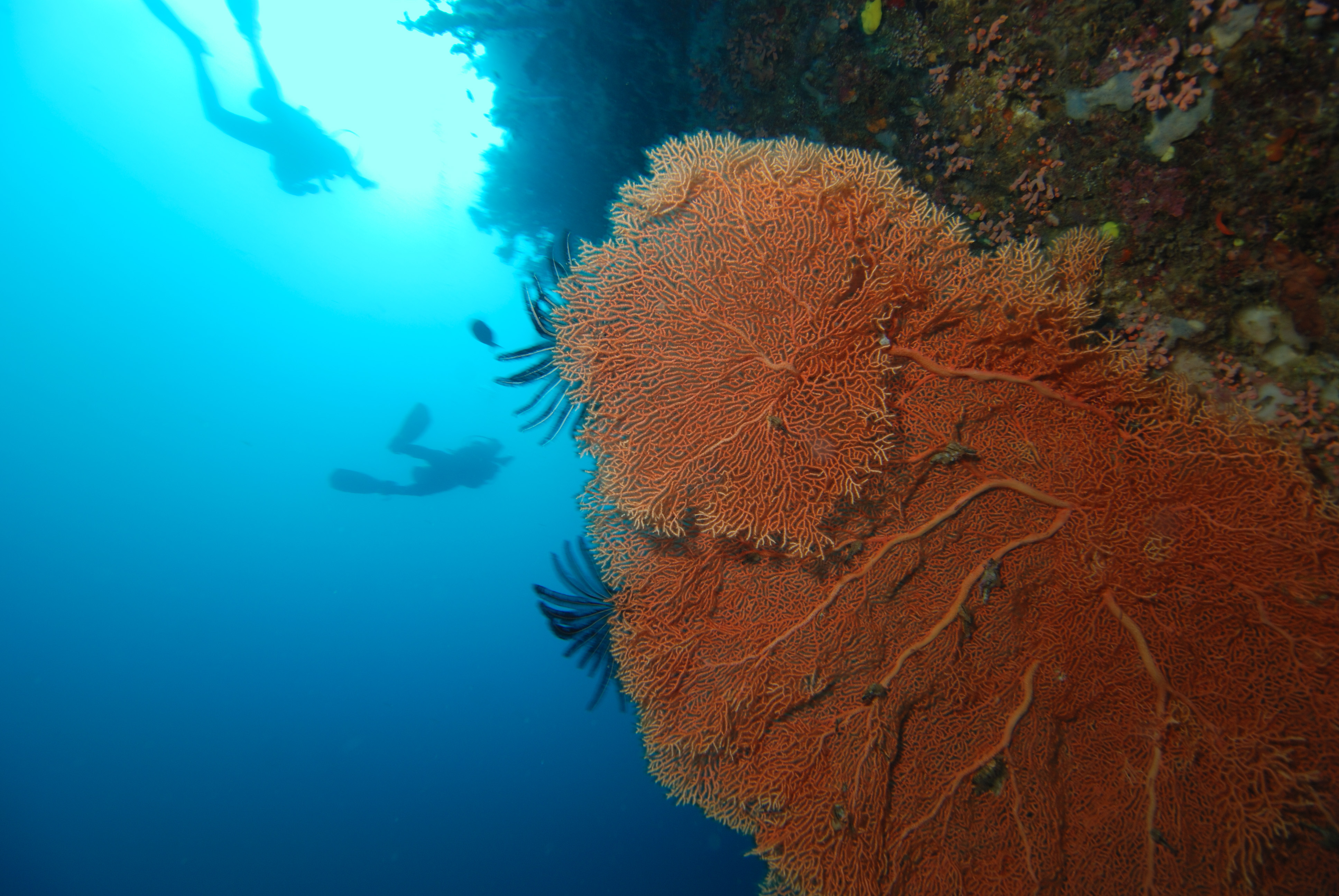
المرجان المروحى

المرجان المروحي (بالإنجليزية:Alcyonacea) يسمى أيضا الشعاب المرجانية اللينة ، هي مجموعة من الشعاب المرجانية لا تحتوي على هياكل من كربونات الكالسيوم. وهي من اللاسعات التي توجد في جميع أنحاء محيطات العالم ، وخاصة في المناطق الاستوائية وشبه الاستوائية. الأسماء الشائعة لها هي مراوح البحر وسياط البحر.  
تشكل السلائل الفردية الصغيرة مستعمرات تكون عادة منتصبة ومسطحة ومتفرعة تشبه المروحة. قد يكون البعض الآخر شبيهة بسطح الجلد أو كثيفة أو حتى مغطاة. يمكن أن يبلغ ارتفاع المستعمرة وعرضها عدة أقدام ، لكن سمكها لا يتجاوز بضع بوصات. قد تكون ذات ألوان زاهية ، وغالبًا ما تكون أرجوانية أو حمراء أو صفراء. يمكن أن ينمو المرجان المروحي وينمو في الاحواض .
هناك ما يقارب 500 نوع مختلف من المرجان المروحي في محيطات العالم ، لكنها وفيرة بشكل خاص في المياه الضحلة في غرب المحيط الأطلسي ، بما في ذلك فلوريدا وبرمودا وجزر الهند الغربية. 